# دی‌الکتروفورز
دی‌الکتروفورز (DEP) پدیده‌ای است که در آن یک نیرو در هنگام قرار گرفتن در یک میدان الکتریکی غیر یکنواخت روی ذره دی‌الکتریک اعمال می‌شود. این نیرو نیازی به بار الکتریکی ذره ندارد. تمام ذرات در حضور میدان‌های الکتریکی فعالیت دی‌الکتروفورز را نشان می‌دهند. اما، قدرت نیرو به شدت به خصوصیات الکتریکی ذرات، شکل و اندازه و همچنین به فرکانس میدان الکتریکی بستگی دارد. در نتیجه، میدان‌هایی با فرکانس خاص می‌توانند ذرات را با انتخاب‌پذیری عالی دستکاری کنند. به عنوان مثال، این امر باعث جدایی سلول‌ها یا جهت‌گیری و دستکاری نانوذرات و نانوسیم‌ها شده‌است. افزون بر این، یک مطالعه تغییر در نیروی DEP به عنوان تابعی از فرکانس می‌تواند خصوصیات الکتریکی (یا الکتروفیزیولوژیک در مورد سلول‌ها) ذرات را روشن کند.

## زمینه و خصوصیات
اگرچه پدیده‌ای که امروزه آن را دی‌الکتروفورز می‌نامیم، در اوایل قرن بیستم میلادی توصیف شد، اما در دههٔ ۱۹۶۰ میلادی مورد مطالعهٔ جدی قرار گرفت و توسط هربرت پوول نامگذاری شد و آن را درک کرد. اخیراً، دی‌الکتریک به دلیل پتانسیل موجود در دستکاری ریزذرات، نانوذرات و سلول‌ها احیا شده‌است.

## نیروی دی‌الکتروفورز
ساده‌ترین مدل نظری مدل‌های همگن است که توسط یک مادهٔ دی‌الکتریک رسانا احاطه شده‌است. برای یک کره، شعاع همگن {\displaystyle r} و تراکم پیچیده {\displaystyle \varepsilon _{p}^{*}} در یک رسانا با تراکم پیچیده {\displaystyle \varepsilon _{m}^{*}} نیروی DEP (به‌طور متوسط) است:
{\displaystyle \langle F_{\mathrm {DEP} }\rangle =2\pi r^{3}\varepsilon _{m}{\textrm {Re}}\left\{{\frac {\varepsilon _{p}^{*}-\varepsilon _{m}^{*}}{\varepsilon _{p}^{*}+2\varepsilon _{m}^{*}}}\right\}\nabla \left|{\vec {E}}_{rms}\right|^{2}}

## کاربردها
از دی‌الکتریک می‌توان برای دستکاری، حمل و نقل، جدا کردن و مرتب کردن انواع مختلف ذرات استفاده کرد. از آنجا که سلول‌های جانداران دارای خواص دی‌الکتریک هستند، دی‌الکتروفورز کاربردهای پزشکی زیادی دارد. ابزاری که سلول‌های سرطانی را از سلول‌های سالم جدا می‌کند ساخته شده‌است. پلاکت‌ها با یک فلو سایتومتری فعال شده توسط دی‌الکتروفورز از خون کامل جدا شده می‌شوند. دی‌الکتروفورز در زمینه‌هایی مانند تشخیص پزشکی، کشف دارو، سلول‌درمانی و تصفیهٔ ذرات کاربرد دارد.